# Die Anbetung der Könige im Schnee
Die Anbetung der Könige im Schnee ist ein Gemälde Pieter Bruegels des Älteren aus dem Jahr 1563. Es zeigt den Besuch der Weisen aus dem Morgenland bei der Heiligen Familie. Der Maler verlegt den Schauplatz in ein winterliches flämisches Dorf. Das Ölgemälde auf Holz misst 35 × 55 cm und ist die erste bekannte Darstellung einer „Anbetung“ mit Schneefall. Das Gemälde gehört zum Bestand der Sammlung Oskar Reinhart «Am Römerholz» in Winterthur.

## Das Gemälde

### Aufbau

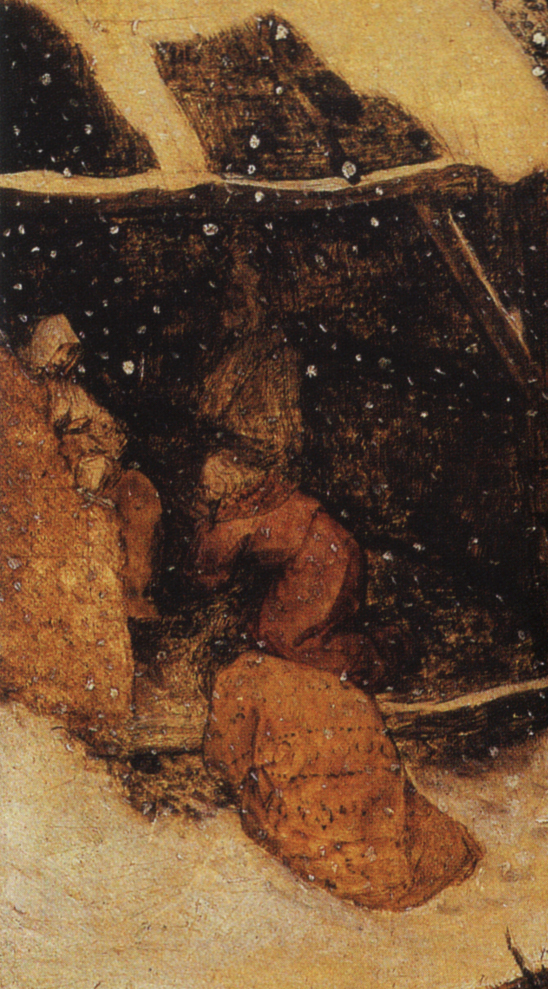
Die Anbetungsszene

Der Betrachter blickt von einem erhöhten Standpunkt durch dichtes Schneetreiben auf ein flämisches Dorf. Der Himmel ist grau-gelb und die Farben der Schneeflächen reichen von Weiß bis zu gelblich-grünen Tönen. Wie oft bei Bruegel ist eine Diagonale von links unten nach rechts oben bildbestimmend, hier verstärkt durch die unten ins Bild ragende Mauer der Brücke. Gliedernde Elemente sind die an die Wand des verfallenen Gebäudes rechts gelehnte Latte und das Behelfsdach am rechten Bildrand, unter dem ein Feuer brennt. Die Bäume, die waagrechten Achsen der Gebäude und die Mauer am Bach vorne links wirken stabilisierend auf die diagonale Komposition.

### Inhalt
Die Heiligen Drei Könige sind eben eingetroffen und beten das Jesuskind an, ihr Gefolge beherrscht die Dorfstraße. Die Könige sind durch ihre roten und gelben Gewänder hervorgehoben. Maria wird jedoch halb verdeckt und Josef bleibt undeutlich im Hintergrund. Die titelgebende Anbetung ist an den linken Bildrand gerückt und die Dorfbewohner scheinen sie gar nicht zu bemerken. Jedenfalls widmen sie ihr keine Aufmerksamkeit und gehen ihren gewohnten Tätigkeiten nach. Direkt gegenüber dem Stall im Vordergrund am Ufer eines Baches hat jemand gerade einen Baum gefällt und zwei Personen prüfen mit einem Balken die Festigkeit des Eises. In diese Eisdecke ist ein Loch geschlagen. Ein Mann mit einer grünen Jacke (sonst taucht diese Farbe nirgends auf) trägt eben einen Eimer von der Wasserstelle weg, während ein anderer in einer roten Jacke einen Eimer hinträgt. In der Nähe des Loches rutscht ein Kind mit einem Gleitdornschlitten auf dem Eis.

### Ausführung
Die Figuren des kleinformatigen Ölbildes auf Holz sind in vielen Fällen mit groben Pinselstrichen nur skizzenhaft angedeutet. Nur die Dorfbewohner und vor allem die Wasserträger im Vordergrund sind etwas sorgfältiger ausgeführt. Die Könige und die Wasserträger sind die einzigen farblich hervorgehobenen Figuren. Offenbar ging es dem Maler mehr um den Gesamteindruck als um Details. Zusammen mit dem Schneefall wirkt die Szene wie eine Momentaufnahme.

### Deutung
Bruegel versetzt die Anbetung der Könige aus dem eigentlichen orientalischen Umfeld in seine flämische Heimat. Das Bild entstand während der sogenannten „Kleinen Eiszeit“, in der ungewöhnlich strenge Winter Europa heimsuchten. Nach heutiger Ansicht gehört das Bild zu einer Reihe, in der Bruegel den Winter jeweils auf eine andere Weise darstellte (siehe auch Herkunft und Datierung). Die Ruine am rechten Bildrand wurde früher oft als romanische Kirche gedeutet, heute eher als verfallenes Haus, möglicherweise handelt es sich auch um ein Festungsbauwerk. Darauf weist ein kleines Außentürmchen oben links hin. Im Hintergrund ist undeutlich ein zweites großes verfallenes Bauwerk zu erkennen.

### Herkunft und Datierung
Erstmals dokumentiert ist das Bild am 17. Juli 1696 im Nachlassinventar des in Paris lebenden Kölner Mäzens und Sammlers Eberhard Jabach aus der wohlhabenden Kölner Familiendynastie Jabach. Zuvor gehörte es den schlesischen Adeligen Graf Saurma. Die Bildbeschreibung lautet übersetzt: „Ein Winter mit einer Menge Figuren, im Vordergrund die drei Könige, die Unseren Herrn anbeten; es fällt viel Schnee und ein kleines Kind fährt mit einem Schlitten über das Eis; der alte Bruegel.“ In der modernen Forschung wird es allerdings erst seit 1931 Bruegel zugeschrieben. Die schwer lesbare Datierung unten links ist in der Vergrößerung deutlich als 1563 zu lesen: M.D.LXIII. Demnach ist das Bild das erste einer Reihe von Wintergemälden: Die Jäger im Schnee aus dem Jahreszeitenzyklus, Winterlandschaft mit Eisläufern und Vogelfalle (beide 1565), Die Volkszählung zu Bethlehem 1566, sowie Der Bethlehemitische Kindermord von um 1566. Heute gehört es zur Sammlung Oskar Reinhart in Winterthur.

## Kopien der „Anbetung im Schnee“ und frühere Anbetungsszenen Bruegels
Von diesem Bild existieren viele Kopien, die meisten von Pieter Brueghel dem Jüngeren. Allerdings wurde auf diesen Bildern der Schneefall weitgehend weggelassen.
Bruegel hat auch andere Anbetungsszenen gemalt: 1564 die Anbetung der Könige, heute in der National Gallery London. Dieses Ölbild auf Holz mit den Maßen 111 × 83,5 cm ist sein einziges Hochformatbild. Ein weiteres Bild von um 1564 mit demselben Titel ist eine Temperamalerei auf Stoff (121,5 × 168 cm) in den Königlichen Museen der Schönen Künste in Brüssel. Von solchen sogenannten Tüchlein sind nur wenige erhalten.

### Bilder

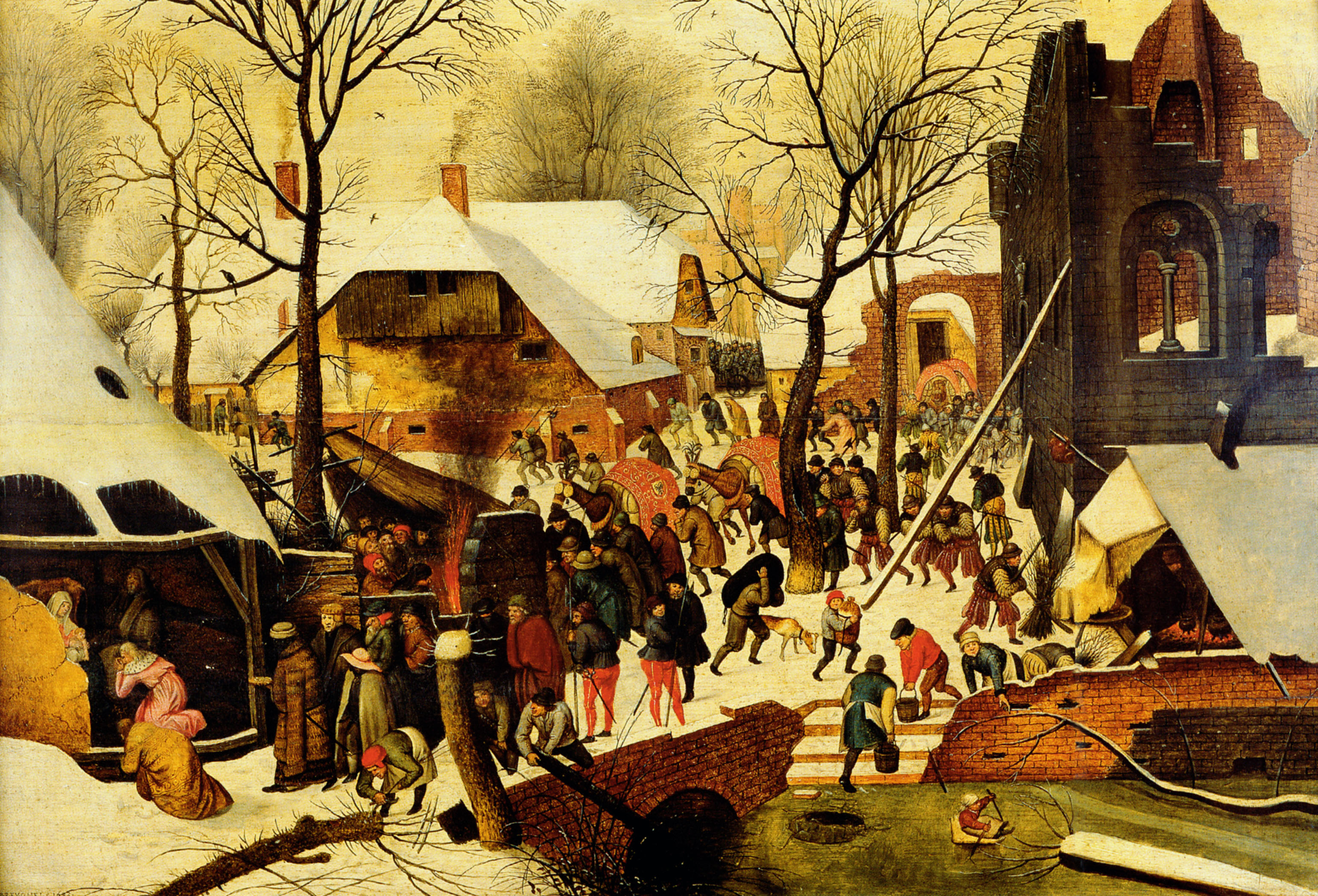
Eine Kopie Pieter Brueghels des Jüngeren
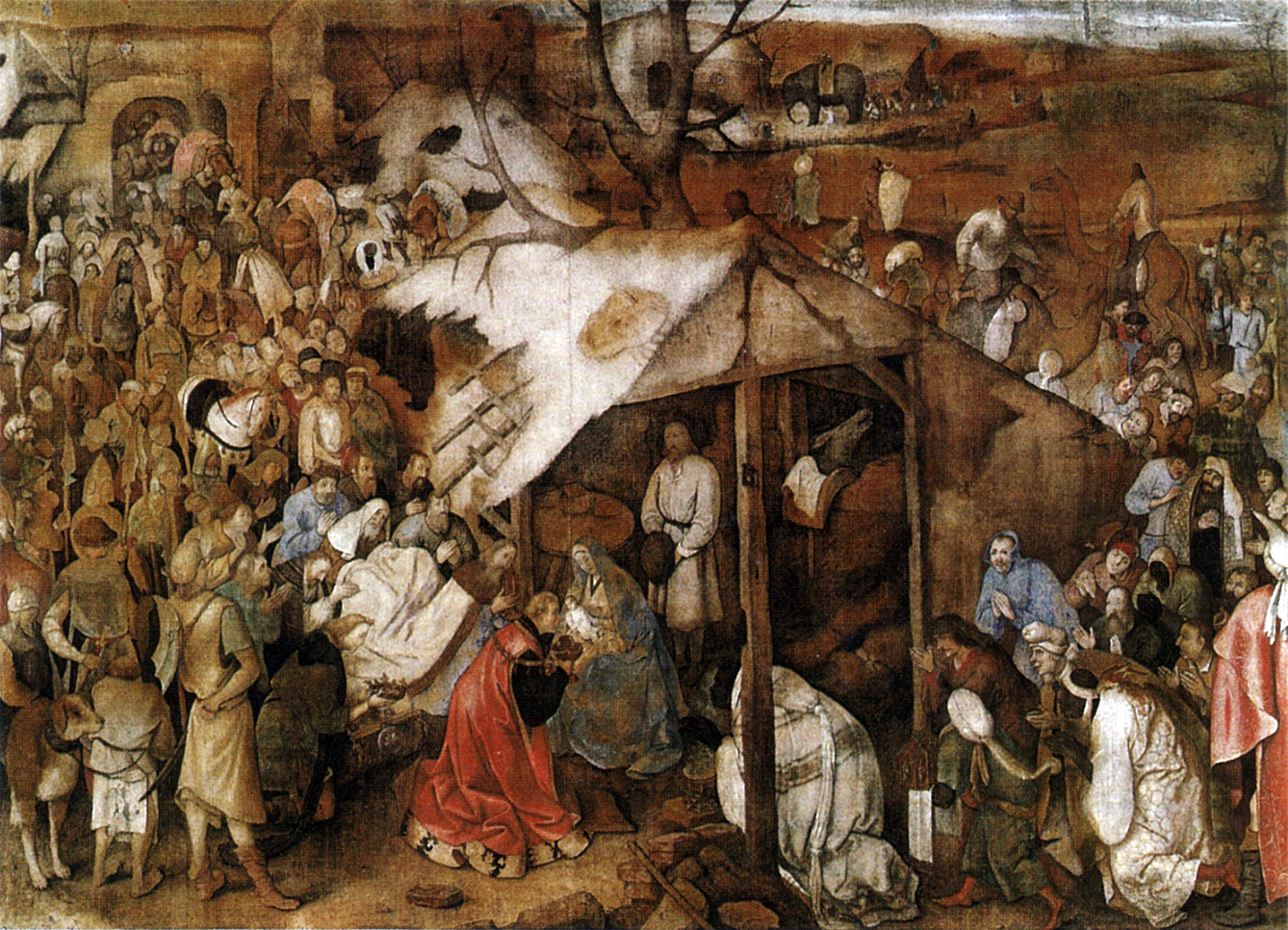
Das „Tüchlein“ (um 1564, Königliche Museen der Schönen Künste)
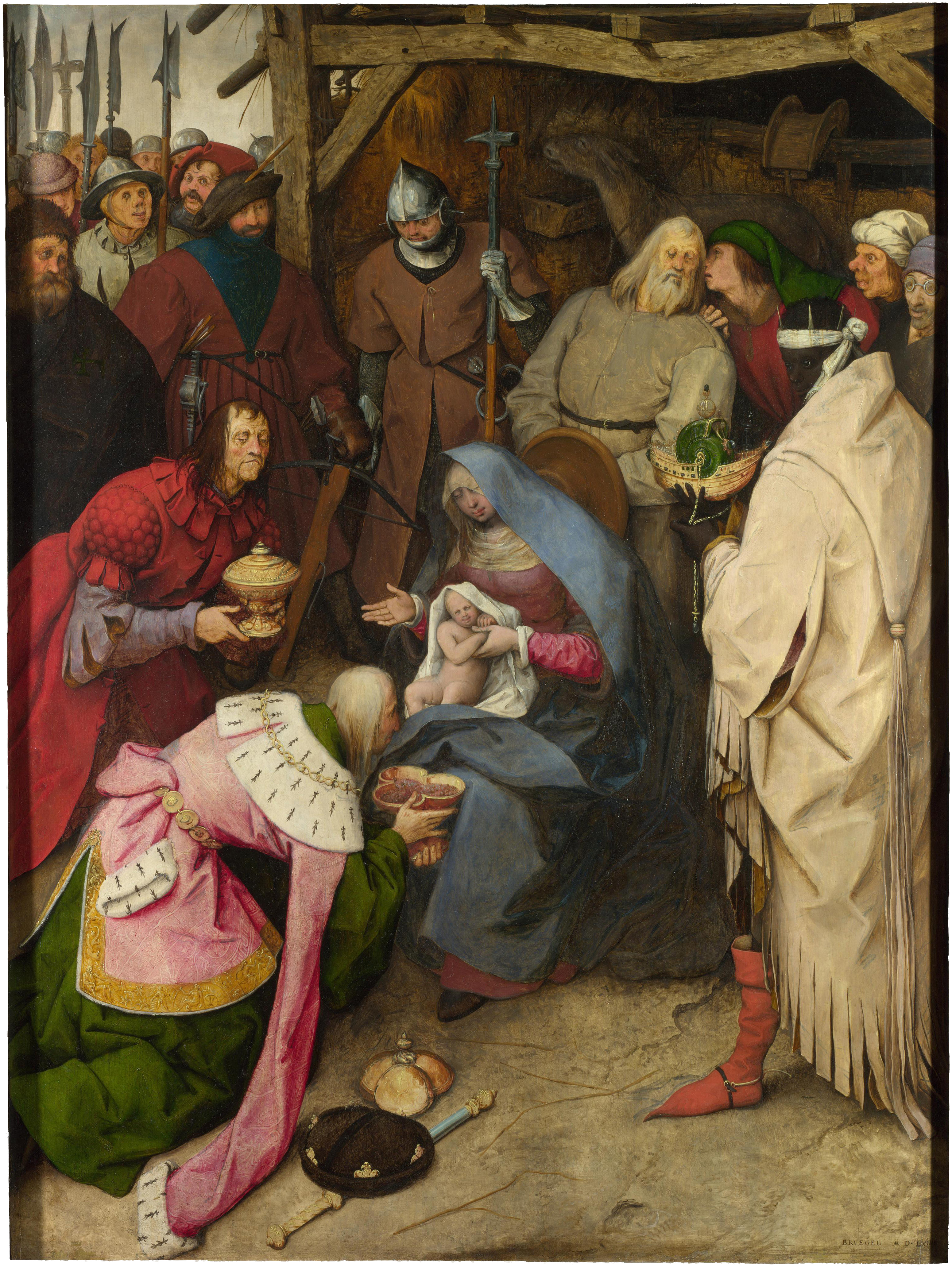
Anbetung der Könige (National Gallery London)

## Darstellungen fallenden Schnees vor Bruegel
Die erste bekannte Darstellung fallenden Schnees befindet sich im Rathaus von Siena. Dort malte Ambrogio Lorenzetti 1337–39 Darstellungen der vier Jahreszeiten – darunter als „Winter“ einen Mann im Schneegestöber mit Mütze und dickem Mantel, der einen Schneeball hält.
Masolino da Panicale stellte in den 1420er Jahren die Legende der „Gründung von Santa Maria Maggiore“ dar. Fallender Schnee zeigte dort mitten im Sommer nicht nur die Lage, sondern auch den Grundriss einer zu bauenden Marienkirche. (Museo Nazionale di Capodimonte, Neapel)

### Bilder

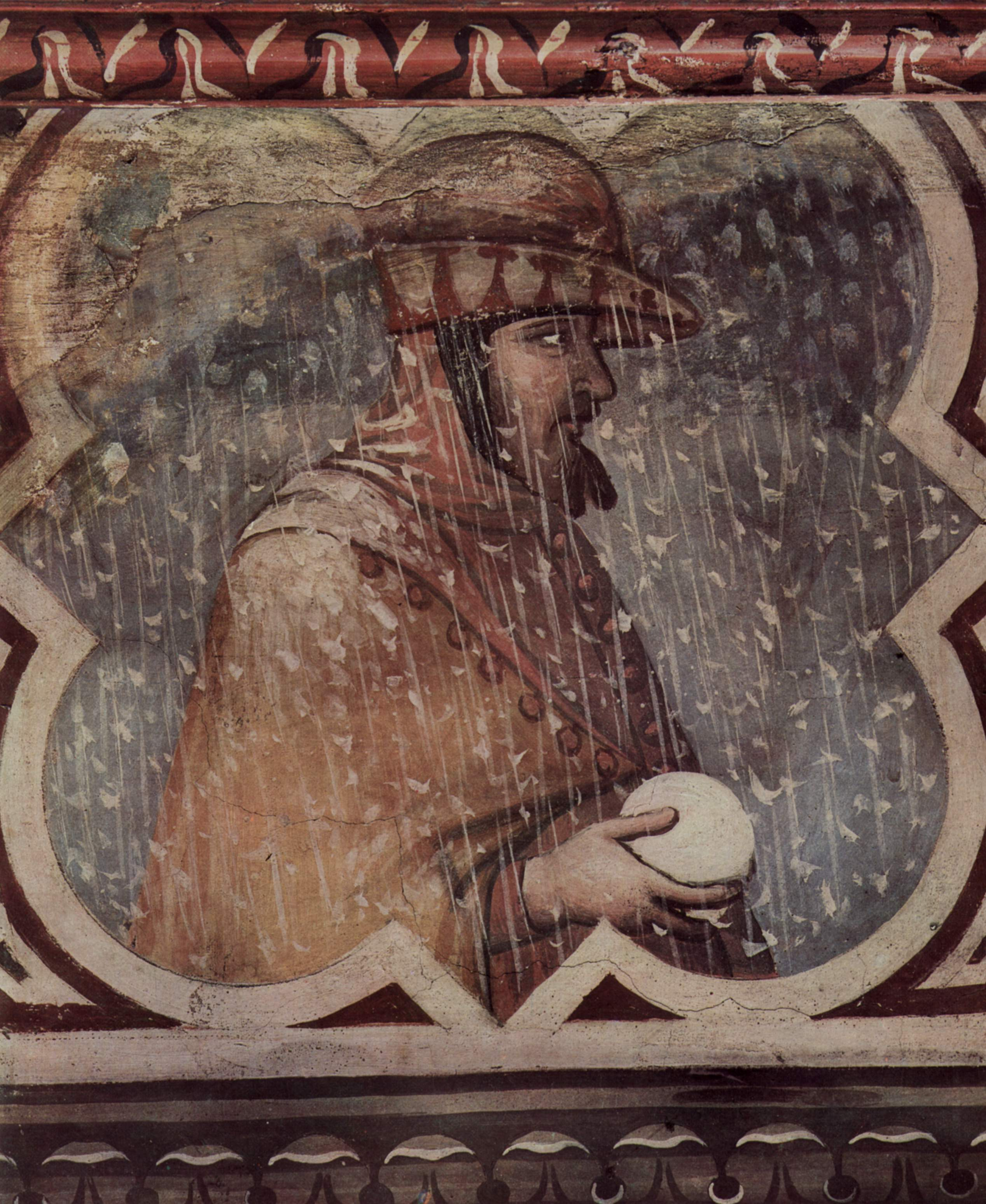
Ambrogio Lorenzetti: „Winter“
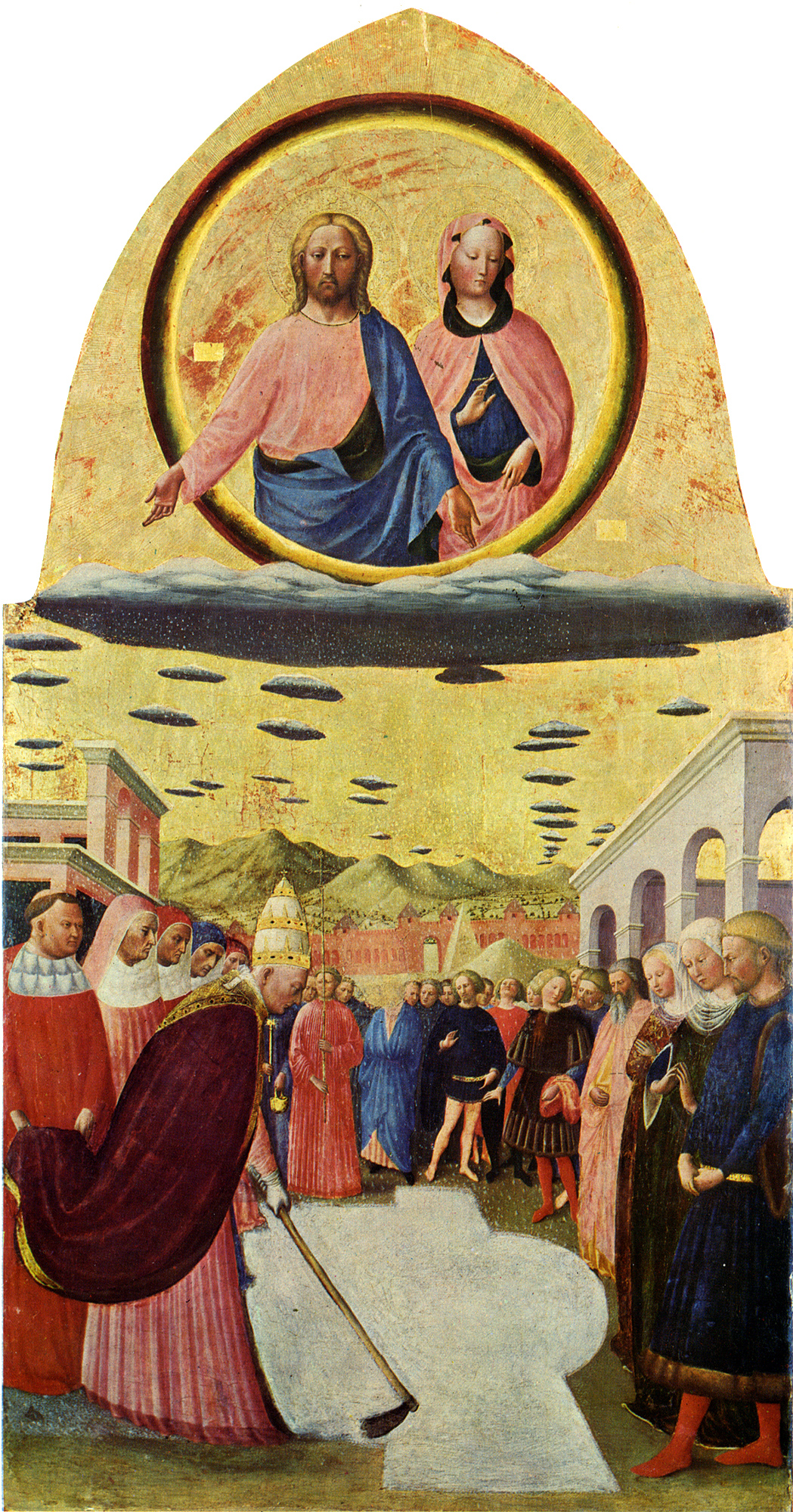
„Gründung von Santa Maria Maggiore“